# Championnat d'Uruguay de football 1966
Navigation
Édition précédente Édition suivante
La 64e édition du championnat d'Uruguay de football est remportée par le Club Nacional de Football. C’est le vingt-septième titre de champion du club. Le Nacional l’emporte avec deux points d’avance sur le Club Atlético Peñarol. Club Atlético Cerro complète le podium.
Le Peñarol remporte la Copa Libertadores 1966.
Montevideo Wanderers est relégué en deuxième division et est remplacé par le Liverpool Fútbol Club.
Tous les clubs participant au championnat sont basés dans l’agglomération de Montevideo.
Araquem de Melo (Danubio) termine avec 12 buts en 18 matchs meilleur buteur du championnat. 

## Les clubs de l'édition 1966
| \| Montevideo: · Club Atlético Cerro · Danubio Fútbol Club · Centro Atlético Fénix · Nacional · Peñarol · Club Atlético Progreso · Rampla Juniors · Racing Club · Wanderers · Sud América · Defensor Montevideo \| Localisation des clubs engagés dans le championnat. |
| Montevideo: · Club Atlético Cerro · Danubio Fútbol Club · Centro Atlético Fénix · Nacional · Peñarol · Club Atlético Progreso · Rampla Juniors · Racing Club · Wanderers · Sud América · Defensor Montevideo                                                           |

| Club                             | Stade                       | Capacité | Ville      |
| -------------------------------- | --------------------------- | -------- | ---------- |
| Club Atlético Cerro              | Estadio Luis Tróccoli       | -        | Montevideo |
| Danubio Fútbol Club              | Jardines Del Hipódromo      | -        | Montevideo |
| Defensor Sporting Club           | Estadio Luis Franzini       | -        | Montevideo |
| Centro Atlético Fénix            | Estadio Parque Capurro      | -        | Montevideo |
| Institución Atlética Sud América | -                           | -        | Montevideo |
| Montevideo Wanderers Fútbol Club | Estadio Viera               | -        | Montevideo |
| Club Nacional de Football        | Estadio Gran Parque Central | -        | Montevideo |
| Club Atlético Peñarol            | Estadio Centenario          | -        | Montevideo |
| Racing Club de Montevideo        | Parque Osvaldo Roberto      | -        | Montevideo |
| Rampla Juniors Fútbol Club       | Estadio Olímpico            | -        | Montevideo |

## Compétition

### Classement
Le classement est établi sur le barème de points suivant : victoire à 2 points, match nul à 1, défaite à 0.
| Rang | Équipe                           | Pts | J  | G  | N | P  | Bp | Bc | Diff |
| ---- | -------------------------------- | --- | -- | -- | - | -- | -- | -- | ---- |
| 1    | Club Nacional de Football        | 28  | 18 | 11 | 6 | 1  | 28 | 6  | +22  |
| 2    | Club Atlético Peñarol T          | 26  | 18 | 10 | 6 | 2  | 31 | 11 | +20  |
| 3    | Club Atlético Cerro              | 23  | 18 | 9  | 5 | 4  | 31 | 15 | +16  |
| 4    | Rampla Juniors Fútbol Club       | 22  | 18 | 9  | 4 | 5  | 26 | 18 | +8   |
| 5    | Danubio Fútbol Club              | 22  | 18 | 8  | 6 | 4  | 24 | 15 | +9   |
| 6    | Institución Atlética Sud América | 14  | 18 | 4  | 6 | 8  | 15 | 30 | -15  |
| 7    | Montevideo Wanderers             | 13  | 18 | 5  | 3 | 10 | 28 | 29 | -1   |
| 8    | Defensor Sporting Club           | 12  | 18 | 3  | 6 | 9  | 9  | 24 | -15  |
| 9    | Centro Atlético Fénix            | 10  | 18 | 3  | 4 | 11 | 15 | 30 | -15  |
| 10   | Racing Club de Montevideo P      | 10  | 18 | 4  | 2 | 12 | 23 | 42 | -19  |

| Légende : Qualifications et relégations | Légende : Qualifications et relégations                            |
| --------------------------------------- | ------------------------------------------------------------------ |
|                                         | Champion d'Uruguay et qualification pour la Copa Libertadores 1967 |
|                                         | Vice-champion et qualification pour la Copa Libertadores 1967      |
|                                         | Relégué en deuxième division                                       |
|                                         | T : Tenant du titre P : Promus                                     |

## Bilan de la saison
| Championnat d'Uruguay de football 1966 |                                       |
| Champion                               | Club Nacional de Football (27e titre) |
| Qualifications continentales           |                                       |
| Copa Libertadores 1967                 | Club Nacional de Football             |
| Copa Libertadores 1967                 | Club Atlético Peñarol                 |
| Promotions et relégations              |                                       |
| Promus en Primera División             | Liverpool Fútbol Club                 |
| Relégués en Intermedia                 | Montevideo Wanderers                  |

## Statistiques

### Meilleur buteur
- Araquem de Melo  (Danubio) 12 buts.